# 根纳季·拉古塔
根纳季·尼古拉耶维奇·拉古塔（羅馬化：Hennadii Mykolaiovych Lahuta；1974年8月10日—2023年9月17日；又按烏克蘭語名譯亨納迪·拉胡塔），烏克蘭政治家。他自2021年10月26日至2022年7月9日間擔任赫爾松州州長。
拉古塔出生在扎波罗热州别尔江斯克。1996年畢業於别尔江斯克国立师范学院劳动培训和物理教师專業。2016年，於跨區域人事管理學院取得法理學學位。
2020年12月至2021年10月，任赫爾松州副州長。2021年10月26日，被任命為赫爾松州州長。
2022年俄羅斯入侵烏克蘭時，赫爾松於3月2日被俄軍佔領，隨後該州大部份地區都被俄軍佔領。根據俄羅斯記者葉蓮娜·科斯秋琴科的說法，拉古塔早在俄軍入侵的第一天（2月24日）就棄職逃離，後下落不明。4月26日，俄軍任命弗拉基米尔·萨尔多為州長，但拉古塔仍是烏克蘭法理上認定的赫爾松州州長。
7月9日，烏克蘭免去拉古塔的州長職務，由德米特羅·布特里接任。烏克蘭內閣表示拉胡塔是自願辭職的。